# Samsung Galaxy Note Edge
Samsung Galaxy Note Edge là điện thoại lai máy tính bảng chạy hệ điều hành Android sản xuất bởi Samsung Electronics. Galaxy Edge đã được công bố trong buổi họp báo tại IFA Berlin vào 4 tháng 9 năm 2014 cùng với Galaxy Note 4. Đây là dòng điện thoại thương mại đầu tiên do Samsung sản xuất có thiết kế màn hình cong.
Phần cạnh cong của màn hình được tích hợp một số tính năng thông minh đặc biệt. Cụ thể, phần cạnh cong được dùng như một thanh tiếp cận nhanh để chạy các ứng dụng ưa thích. Ngoài ra, phần cạnh cong này cũng có tính năng thông báo để nhận cuộc gọi đến, tin nhắn hoặc email và sử dụng máy chụp hình, điều khiển trình duyệt nghe nhạc, xem các cập nhật trạng thái trên mạng xã hội, thông tin thời tiết, kết quả thể thao và nhiều tính năng khác. Đặc biệt, phần cạnh cong cũng được trang bị "Các công cụ nhanh" bao gồm một số tính năng cơ bản chẳng hạn sử dụng như thước, đồng hồ bấm giờ, mở đèn LED và máy thu âm giọng nói. Tóm lại, đây là một khởi đầu thông minh từ Samsung: hãng đang tích cực kêu gọi các đơn vị phát triển ứng dụng tận dụng phần cạnh cong này để tích hợp thêm các tính năng mới cho ứng dụng nhằm nâng cao trải nghiệm khi dùng Samsung Galaxy Note Edge.

## Thông số kỹ thuật

### Phần cứng
CPU: Qualcomm Snapdragon 805 Quad-Core @ 2.7 GHz
RAM: 3GB LPDDR3
Bộ nhớ trong: 32GB/64GB
Hỗ trợ thẻ nhớ ngoài: có (tối đa 64GB)
Kiểu màn hình: Super AMOLED
Độ phân giải: 2K (2560x1600)
Kích cỡ màn hình: 5.6 inch
Camera: 16MP (sau) và 3.7MP (trước), hỗ trợ quay phim 1080p ở 30fps
GPU: Adreno 420
Pin: 3000mAh

### Phần mềm
Khởi chạy trên nền Android 5.0.1